# Emanuele Fergola
Emmanuele Giuseppe Gabriele Gennaro Fergola (Naples, 20 octobre 1830 - Naples, 5 avril 1915) est un astronome, mathématicien italien, directeur de l'Observatoire astronomique de Capodimonte et sénateur du royaume d'Italie.

## Biographie
Il est le fils du général Gennaro Fergola (1793-1870) et descendant du mathématicien Nicola Fergola (1753-1824), du géodésiste Francesco Fergola (1791-1845), des peintres Salvatore Fergola (1799-1874) et Francesco Fergola (1821-1894). Il enseigne l'analyse mathématique à l'Académie militaire et l'astronomie à l'université de Naples dont il devient recteur de 1889 à 1891. En 1889, il est nommé directeur de l'Observatoire de Capodimonte et en 1905 Sénateur du royaume d'Italie.
En 1869, avec Angelo Secchi, il détermine la différence de longueur entre Rome et Naples.
Il reçoit en 1876 le prix mathématique de l'Académie italienne des sciences.

## Distinctions
- Grand officier de l'ordre de la Couronne d'Italie
- Grand officier de l'ordre des Saints-Maurice-et-Lazare